# إليس كلارك
اليس كلارك (بالإنجليزية: Ellis Clarke) (و. 1917 – 2010 م) هو سياسي، ومحام من ترينيداد وتوباغو ولد في بورت أوف سبين.

## التعليم
تعلم في كلية لندن الجامعية.